# Indicatif régional 412

Carte de l'État de Pennsylvanie (en bleu et rouge) avec les territoires de ses indicatifs régionaux. Le territoire de l'indicatif régional 412 est en rouge.

L'indicatif régional 412 est l'un des multiples indicatifs téléphoniques régionaux de l'État de Pennsylvanie aux États-Unis.
Cet indicatif dessert la région de la ville de Pittsburgh.
La carte ci-contre indique en rouge le territoire couvert par l'indicatif 412.
L'indicatif régional 412 fait partie du Plan de numérotation nord-américain.

## Comtés desservis par l'indicatif
- La plus grande partie d'Allegheny (incluant Pittsburgh)
- Une petite partie de Washington
- Une petite partie de Westmoreland

## Villes desservies par l'indicatif
Pittsburgh, Bethel Park, Penn Hills, Plum, Carnegie, West Mifflin, Fox Chapel, Franklin Park, McCandless, McKeesport, Monroeville, Mount Lebanon, Mount Oliver, Oakmont, Robinson Township, Ross Township, Sewickley, Shaler Township, South Fayette, Upper Saint Clair, The Borough West View